# La Devise
La Devise es una comuna nueva francesa situada en el departamento de Charente Marítimo, de la región de Nueva Aquitania.

## Historia
Fue creada el 1 de enero de 2018, en aplicación de una resolución del prefecto de Charente Marítimo de 29 de septiembre de 2017 con la unión de las comunas de Chervettes, Saint-Laurent-de-la-Barrière y Vandré, pasando a estar el ayuntamiento en la antigua comuna de Vandré.

## Demografía
| Gráfica de evolución demográfica de La Devise entre 1800 y 2015 |
|                                                                 |

Los datos entre 1800 y 2015 son el resultado de sumar los parciales de las tres comunas que forman la nueva comuna de La Devise, cuyos datos se han cogido de 1800 a 1999, para las comunas de Chervettes, Saint-Laurent-de-la-Barrière Vandré de la página francesa EHESS/Cassini. Los demás datos se han cogido de la página del INSEE.

## Composición
| Comuna delegada              | Código INSEE | Población (2014) | Superficie (km²) | Densidad (hab./km²) |
| ---------------------------- | ------------ | ---------------- | ---------------- | ------------------- |
| Chervettes                   | 17103        | 153              | 3.98             | 38                  |
| Saint-Laurent-de-la-Barrière | 17352        | 103              | 8.24             | 12                  |
| Vandré                       | 17457        | 824              | 14.57            | 57                  |